# Siselen
Siselen (en francés Zezèle) es una comuna suiza del cantón de Berna, situada en el distrito administrativo del Seeland. Limita al norte con las comunas de Hagneck y Walperswil, al este con Bargen y Kallnach, y al oeste con Finsterhennen y Lüscherz.
Hasta el 31 de diciembre de 2009 situada en el distrito de Erlach.

## Ciudades hermanadas

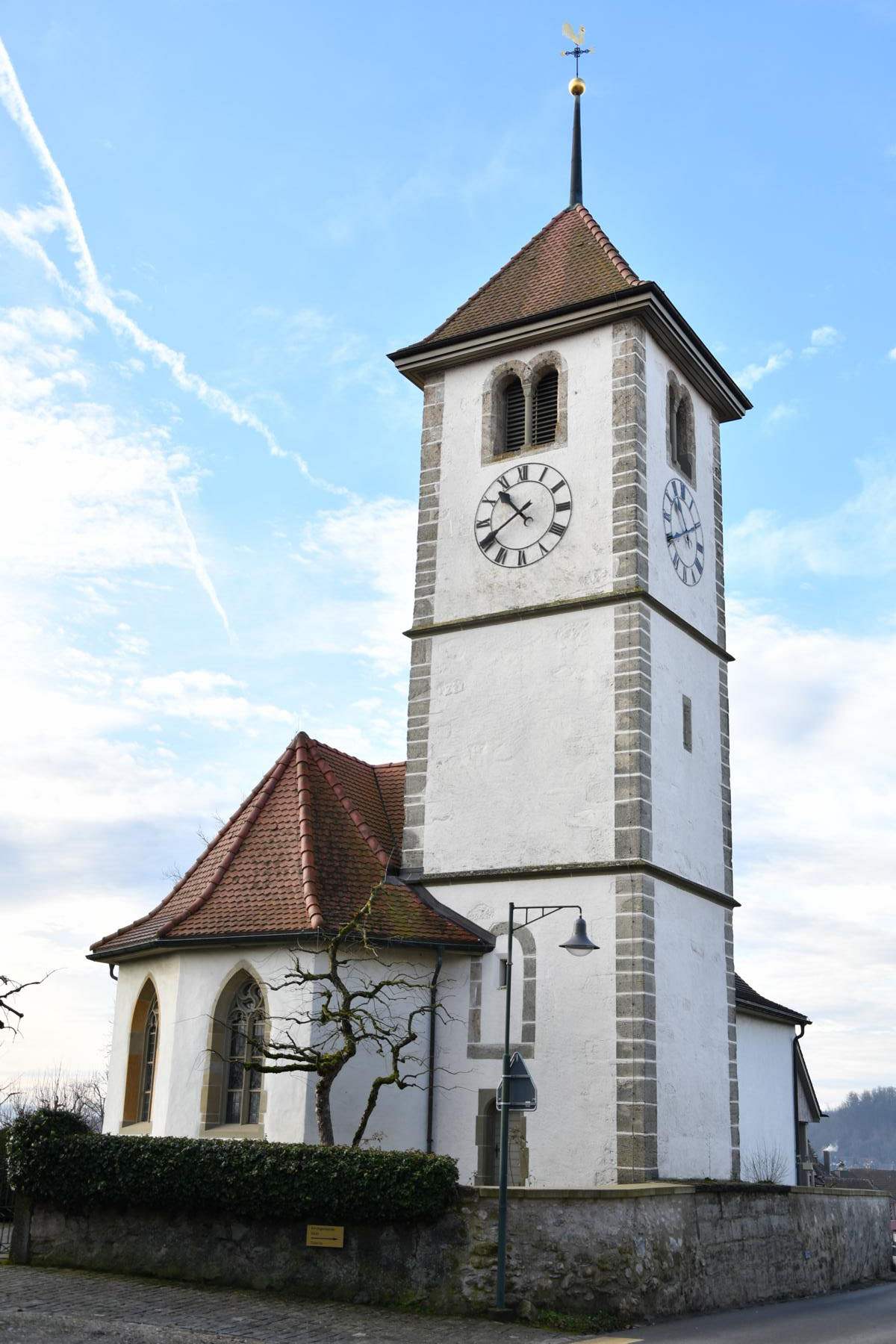
Iglesia protestante de Siselen.

- Albrechtice.

## Transporte
- Línea ferroviaria ASm Biel/Bienne - Ins